# Discinella minutissima
Discinella minutissima är en svampart som beskrevs av Ramsb. & Garnett 1914. Discinella minutissima ingår i släktet Discinella och familjen Helotiaceae.   Inga underarter finns listade i Catalogue of Life.